# بنابونه
بنابونه (به انگلیسی: Banabona) یک منطقهٔ مسکونی در پاکستان است که در کشمیر آزاد واقع شده‌است. بنابونه ۹۳۹ متر بالاتر از سطح دریا واقع شده‌است.